# A Joia de África
A Jóia de África é uma série que ocorre na época colonial da década de cinquenta, e que estreou na TVI a 29 de Setembro de 2002 e terminou a 2 de Junho de 2003. Baseando-se numa ideia original de Felícia Cabrita, sendo que Manuel Arouca foi o guionista da série. Foi retransmitida entre Março e Junho de 2011, nas madrugadas da TVI.

## Sinopse
África é a história de duas grandes paixões, a paixão por África e a paixão entre Joana (Sofia Alves) e Romão (Diogo Infante). A história começa num momento de grande dramatismo, quando Romão descobre que não é filho das pessoas que sempre considerou serem seus pais. Quando está à beira da morte, a sua mãe adoptiva entrega-lhe um colar originário da zona de Zambeze...
"aí estão as tuas origens"... mas morre antes de lhe dizer quem é a sua verdadeira mãe.
É para África que Romão e o seu melhor amigo Domingos (Eric Santos), também africano, se lançam à procura das suas origens. E é aí que conhece Joana e um amor proibido e escaldante nasce. O enredo de África desenrola-se nos finais dos anos 50 entre as contradições do colonialismo, com grandes revelações e grandes segredos, grandes mudanças previstas pela velha feiticeira da região e numa atmosfera de paisagens impressionantes.

## Elenco
- Adelaide Sousa... Eugénia da Cunha
- Ana Magaia... Nefuca
- Anabela Teixeira... Camila Santos
- António Capelo... Romão da Cunha
- Caetano Juma... Jonas
- Casamo Júnior... Taíbo
- Custódia Gallego... Amélia Figueiredo
- Dalila Carmo... Paula Ferreira
- Diogo Infante... Romão Júnior
- Eric Santos... Domingos Ferreira
- Feliciano Maricoa... Régula
- Graça Silva... Graça
- Hélder Ntimane... João António
- Isilda Gonçalves... Biti
- José Eduardo... Eliseu Figueiredo
- José Gravata... Olívio
- José Martins... padre Isaías
- Lucrécia Paco... Abibi
- Luís Mascarenhas... Américo Oliveira
- Luís Zagalo... Amílcar Santos
- Lurdes Norberto... Margarida
- Marco D'Almeida... Miguel da Cunha
- Pedro Barbeitos... Jacinto dos Desenhos
- Sofia Alves... Joana Figueiredo
- Teresa Madruga... Isabel da Cunha